# Tipula lygropis
Tipula lygropis är en tvåvingeart som beskrevs av Alexander 1920. Tipula lygropis ingår i släktet Tipula och familjen storharkrankar. Inga underarter finns listade i Catalogue of Life.